# Gogolina Nowa
Gogolina Nowa (do 31 grudnia 2016 Nowa Gogolina) – wieś w Polsce, w województwie wielkopolskim, w powiecie konińskim, w gminie Wilczyn.
Do 2023 miejscowość była częścią wsi Gogolina.
W latach 1975–1998 Gogolina Nowa należała administracyjnie do województwa konińskiego.